# Ala Talkatsch
Ala Sjarhejeuna Talkatsch (* 20. Juni 1989 in Wizebsk) ist eine ehemalige belarussische Biathletin.

## Werdegang
Ala Talkatsch ist Stipendiatin des Президентский спортивный клуб (Sportklub des Präsidenten). Als Juniorin debütierte sie ab 2008 in Osrblie im Europacup und gleich anschließend bei den Juniorenweltmeisterschaften 2008 in Ruhpolding und den Junioreneuropameisterschaften in Nové Město na Moravě. Das beste Einzelergebnis war Platz 36 in der Verfolgung in Ruhpolding. Erfolgreicher war sie im Folgejahr bei den Biathlon-Europameisterschaften 2009 der Junioren in Ufa. War sie im Einzel noch 32., belegte sie im Sprint Platz 21 und wurde im Verfolgungsrennen Zwölfte. Mit Darja Jurkewitsch und Maryja Kaslouskaja erreichte sie mit der belarussischen Staffel hinter der Vertretung aus Russland den zweiten Platz und gewann somit die Silbermedaille. Im Sommer startete sie auf Skirollern bei den Sommerbiathlon-Weltmeisterschaften 2009 in Oberhof und gewann mit der Mixed-Staffel (Sawossik, Talkatsch, Ruzewitsch, Tschapelin) wieder hinter dem russischen Team die Silbermedaille.
Im Leistungsbereich kam sie erstmals im Dezember 2009 in Obertilliach im Rahmen des IBU-Cups zum Einsatz, sie bestritt den Sprint und die Verfolgung, 59. und 37. waren die Platzierungen. Knapp drei Monate später, noch in der Weltcupsaison 2009/10, gab sie bei der siebten Station in Kontiolahti ihr Debüt im Biathlon-Weltcup bei einem Sprint mit Platz 54 und verbesserte sich in der anschließenden Verfolgung auf Platz 45. Von da an startete sie regelmäßig im Weltcup, kam aber nur auf der kurzen Strecke zum Einsatz, und gehörte 2010/11 von Saisonbeginn an zum belarussischen Weltcupteam. Nachdem sie aber zum Saisonauftakt beim Sprint von Östersund nur 64. wurde, startete Talkatsch weiterhin auch im B-Kader im IBU-Cup. Beim Weltcup von Pokljuka wurde sie 89. Auch in Antholz verpasste sie als 83. eine Qualifikation für die Verfolgung.
Bei den Biathlon-Europameisterschaften 2011 in Ridnaun erreichte sie nach Platz 20 im Einzel mit der Staffel den sechsten Platz. Beim folgenden Sprint konnte sie sich als 34. für die Verfolgung qualifizieren, welche sie als 31. abschloss. In den Winter 2011/12 startete sie mit dem Sprint im IBU-Cup von Östersund. Nach einem eher mittelmäßigen 37. Platz kam sie kurz darauf an gleicher Stelle auch wieder im Weltcup zum Einsatz. Jedoch gelang ihr weder dort, noch in Hochfilzen eine Platzierung in den Punkterängen. Bei den Biathlon-Europameisterschaften 2012 in Osrblie gelangen ihr drei Top-30-Platzierungen in den Einzelrennen sowie ein fünfter Platz mit der Staffel.
In den folgenden drei Jahren bis zu ihrem Karriereende 2015 startete Talkatsch nicht mehr im Weltcup. Lediglich im IBU-Cup gehörte sie fest zum belarussischen Kader. Bei den Biathlon-Europameisterschaften 2014 in Nové Město na Moravě gewann sie gemeinsam mit Iryna Kryuko, Aksana Schymanowitsch und Nastassja Kalina die Goldmedaille im Staffelrennen. Es blieb ihr erster und einziger großer Titel.

## Platzierungen in Biathlon-Weltcup
Die Tabelle zeigt alle Platzierungen (je nach Austragungsjahr einschließlich Olympische Spiele und Weltmeisterschaften).
- 1.–3. Platz: Anzahl der Podiumsplatzierungen
- Top 10: Anzahl der Platzierungen unter den ersten zehn (einschließlich Podium)
- Punkteränge: Anzahl der Platzierungen innerhalb der Punkteränge (einschließlich Podium und Top 10)
- Starts: Anzahl gelaufener Rennen in der jeweiligen Disziplin

| Platzierung         | Einzel | Sprint | Verfolgung | Massenstart | Staffel | Gesamt |
| ------------------- | ------ | ------ | ---------- | ----------- | ------- | ------ |
| 1. Platz            |        |        |            |             |         |        |
| 2. Platz            |        |        |            |             |         |        |
| 3. Platz            |        |        |            |             |         |        |
| Top 10              |        |        |            |             |         |        |
| Punkteränge         |        |        |            |             |         |        |
| Starts              | 2      | 8      | 2          |             |         | 12     |
| Stand: Karriereende |        |        |            |             |         |        |